# Xã Steuben, Quận Warren, Indiana
Xã Steuben (tiếng Anh: Steuben Township) là một xã thuộc quận Warren, tiểu bang Indiana, Hoa Kỳ. Năm 2010, dân số của xã này là 487 người.